# Juncus dulongjiongensis
Juncus dulongjiongensis là một loài thực vật có hoa trong họ Juncaceae. Loài này được Novikov mô tả khoa học đầu tiên năm 1998.